# 구글 팩

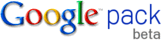
구글 팩 로고

구글 팩(Google Pack)은 단일 아카이브에 다운로드할 수 있도록 구글에서 제공하는 소프트웨어 도구 모음이다. 1월 6일 2006 소비자 가전 전시회(CES)에서 발표되었다. 구글 팩은 윈도우 XP, 윈도우 비스타 및 윈도우 7에서만 사용할 수 있었다.
2011년 9월, 구글은 구글 팩을 비롯한 여러 제품을 중단하겠다고 발표했다. 구글 팩은 더 이상 다운로드할 수 없다.

## 구글 업데이터
구글 팩은 구글 업데이터와 함께 패키지 관리 시스템으로 제공되어 패키지 응용 프로그램의 다운로드, 설치, 제거 및 자동 업데이트를 지원한다. 응용 프로그램을 제거하지 않고 업데이터를 제거할 수 있다.